# Melicope savaiensis
Melicope savaiensis är en vinruteväxtart som beskrevs av Thomas Gordon Hartley. Melicope savaiensis ingår i släktet Melicope och familjen vinruteväxter. Inga underarter finns listade i Catalogue of Life.